# Metacrisia schausi
Metacrisia schausi är en fjärilsart som beskrevs av Paul Dognin 1911. Metacrisia schausi ingår i släktet Metacrisia och familjen björnspinnare. Inga underarter finns listade i Catalogue of Life.